# Шуняков, Василий Петрович
Шуняков Василий Петрович (партийные псевдонимы Товарищ Сергей, Спирин, 9 августа 1889, Старая Кашира Коломенского уезда Московской губернии — 29 января 1957, Москва) — российский революционер, член большевистской партии с 1907 г., участник Гражданской войны, партийный и советский деятель.

## Биография
Василий Шуняков родился в семье ткачей в селе Старая Кашира Коломенского уезда Московской губернии 9 августа 1889 году. Двенадцатилетним мальчишкой нужда заставила родителей отдать его в московскую типографию Куманина учеником наборщика. Оттуда Василий сбежал, поступил в другую типографию Забалуева и Коркина, там он и встретил Первую русскую революцию. Участвовал во всех забастовках печатников, был членом их профсоюза. После декабрьского восстания 1905 г. владельцы московских типографий объявили локаут, ему пришлось переехать в Петербург. Сначала работал в частной типографии Валенчика, а с конца 1906 г. поступил в типографию Академии наук, в которой в августе 1907 г. он и стал большевиком. Профессия пригодилась революции, Шуняков со знанием дела организовывал подпольные типографии. В 1910—1914 годах он был тесно связан с культурно-просветительным обществом «Источник света и знания» Васильевского острова.
В 1914 г. столицу потрясла грандиозная стачка, одним из её вдохновителей был Товарищ Сергей — председатель забастовочного комитета Василеостровского района, член Петербургского комитета партии. Тогда Шуняков чудом избежал ареста, но оставаться в типографии Академии наук больше не мог, пришлось менять специальность, поступить на снарядный завод «Старый Парвиайнен». Существовавшую на заводе крепкую большевистскую организацию разгромила охранка, и в октябре 1916 г. последовали арест, тюрьма, суд, ссылка в Тургайскую область. Поезд, везущий ссыльных, Февральская революция остановила у города Троицка, и в Петроград на свой завод Василий Петрович вернулся уже в конце марта. Его избирают председателем заводского комитета, он становится депутатом районного и городского Советов, членом райкома и горкома партии, президиума фабрично-заводских комитетов Выборгской стороны, Всероссийского страхового совета. Усилиями Шунякова на заводе «Старый Парвиайнен» одним из первых в городе был установлен рабочий контроль над производством. Он совместно с А. П. Ефимовым, возглавлявшим партийную организацию, создал на заводе отряд Красной гвардии, участвовал в группе по охране Ленина. Вместе с Женей Егоровой представлял Выборгскую сторону в заседании ЦК РСДРП(б) с активом 16 октября в здании Лесновской подрайонной думы на Болотной улице. Шуняков вместе с абсолютным большинством присутствующих голосовал за резолюцию о вооруженном восстании, внесенную В. И. Лениным. И он выполнил эту резолюцию в Октябрьские дни: красногвардейский отряд завода «Старый Парвиайнен» участвовал в штурме Зимнего дворца.

## После Октябрьской революции
После победы Октябрьской революции В. П. Шуняков — член Петроградского комитета партии, работал секретарем Выборгского совета, был членом его президиума, возглавлял районную Чрезвычайную комиссию. После покушения на Ленина, когда тот стал поправляться, по поручению Петроградского совета в сентябре 1918 г. вместе с Е. Д. Стасовой Василий Петрович был послан в Москву, вручить Владимиру Ильичу подарок, написанный рабочим-большевиком со «Старого Лесснера» Лоторевым портрет Карла Маркса, который с тех пор находится в ленинском кабинете. На этой встрече Ленин много расспрашивал своего хорошего знакомого Шунякова об отдельных товарищах с Выборгской стороны. Смысл этим расспросов стал ясен через месяц, когда по призыву Центрального комитета к петроградцам мобилизовать партийных и советских работников в помощь фронту из группы в 200 человек он, а также металлисты-выборжцы Александр Ефимов, Анатолий Куклин и Иван Чакин остаются в Москве по личному распоряжению Ленина, для работы в Революционном Военном Совете. Но вопреки указанию Ленина, по распоряжению заместителя председателя бюро военных комиссаров их группу направляют подальше от Кремля в Самару в штаб 4-й армии.
С декабря 1918 и по май 1919 года Василий Петрович Шуняков возглавлял политический отдел чапаевской 25-й стрелковой дивизии, затем становиться комиссаром левобережной группы войск 11-й армии, а с 7 июля по 27 ноября 1919 г. — начдив 50-й стрелковой дивизии.
В мирное время работал в советских и партийных организациях: в Кизляре, до 1925 г. ответственным секретарем сначала Донского окружного, а до 1926 г. Архангельского губернского комитетов партии, впоследствии переведен в Москву. Был делегатом XIV Всесоюзной партконференции и XIV Съезда партии, нескольких Съездов Советов. Проживал с семьей в Доме на набережной, оставил воспоминания, скончался 29 января 1957 г., похоронен на Новодевечьем кладбище.

## В литературе
В романе Фурманова «Чапаев» фигурирует под именем Рыжикова.

У Клычкова с Рыжиковым, а через Рыжикова и со всеми политработниками очень быстро установились отличные отношения.
— Фурманов Д. А. Чапаев.

## Семья
Жена — Чарная Юдифь Александровна (1902—1994), в официальном браке с 1926 г..
Старшая дочь — Тамара (1922—2010), в замужестве Игнатошвили, была секретарем школьной комсомольской организации. Выросла красавицей, за которой ухаживали многие сыновья высокопоставленных жильцов Дома на набережной и другие представители «золотой молодежи», в том числе Артём Сергеев, ей же самой нравился Рубен Ибаррури. Но в итоге она предпочла сыновей репрессированных родителей, сотруднику НКВД сыну генерала Эгнаташвили.
Младшая дочь — Элла (1925—1936). Сын — Игорь (1935—1939).